# Самарино (Владимирская область)
Самарино — деревня в Александровском районе Владимирской области, входит в состав Андреевского сельского поселения.

## География
Деревня расположена в 12 км на юго-запад от центра поселения села Андреевское и в 6 км на юго-восток от Александрова. 

## История
В документах XVII века Самарино значилось приселком дворцового села Рождественского. Церковь здесь существовала с начала XVII века, по писцовым книгам 1675 года при ней значилось приходских дворов 31 и 6 бобыльских. В 1681 года по какой-то причине здесь построена церковь вновь и освящена в честь Архангела Михаила. Вместо этой церкви в 1759 году в Самарине построена была новая деревянная церковь, которая существовала до 1833 года. В 1833 году на средства прихожан построена здесь каменная церковь с колокольней. Престолов в церкви было два: в холодной в честь Архистратига Михаила, в теплой в память Усекновения Главы святого Иоанна Предтечи. Приход состоял из села Самарина и деревень: Сорокина, Паньшина, Новинок, Варгашева, Елькина, Володина, Белозерова. В селе Самарине имелась церковно-приходская школа, учащихся в 1892-93 годах было 25. В годы Советской Власти эта церковь была полностью разрушена. В 1859 году в селе числилось 15 дворов.
В конце XIX — начале XX века село входило в состав Александровской волости Александровского уезда.
С 1929 года деревня входила в состав Махринского сельсовета Александровского района.

## Население
| 1859 | 1905 | 1926 | 2002 | 2010 | 2021 |
| ---- | ---- | ---- | ---- | ---- | ---- |
| 118  | ↘71  | ↗118 | ↘8   | ↗11  | ↗16  |